# Gorgona (Italien)
Gorgona (italienisch: Isola di Gorgona [ɡorˈɡoːna]) ist eine italienische Mittelmeerinsel, die  nördlichste und kleinste Insel des Toskanischen Archipels in der Region Toskana. Sie liegt im Tyrrhenischen Meer, 34 km vor der Hafenstadt Livorno. Sie gehört verwaltungsmäßig zum Stadtbezirk 2 (Circoscrizione 2: Venezia Nuova, Centro, San Marco, Pontino, Magenta, Origine, Isola di Gorgona), einem der fünf Stadtbezirke von Livorno.
Auf der 2,23 km² großen Insel befand sich  von 1051 bis 1425 das Kloster Certosa di Gorgona, dessen Ruinen heute Teil der 1869 gegründeten landwirtschaftlichen Strafkolonie Gorgona sind, die den größten Teil der Fläche einnimmt. Sie war zunächst Ableger des Gefängnisses auf der ebenfalls im Toskanischen Archipel gelegenen Insel Pianosa. Heute betreiben um die 70 Häftlinge Gemüsegärten, einen Weinberg oder halten Vieh und produzieren Wein, Käse und Honig.
Nach der Volkszählung 2011 wurden im Hauptort Gorgona Scalo 37 ständige Einwohner gezählt. 2011 wurde die Bevölkerung (mit Gefängnispersonal und Insassen) auf etwa 160 geschätzt. Der Weinbau auf der Insel Gorgona ist seit 2013 ein bedeutender Wirtschaftsfaktor.

## Geographie und Biodiversität
Die Kalkfelsen der Insel werden durch Ophiolithe charakterisiert. Der höchste Gipfel ist Punta Gorgona (255 m).
Da die Insel sehr reich an Wasser ist, sind die Hänge von einer dichten Macchia bedeckt. Wälder mit Steineichen und Aleppo-Kiefern sind zu finden. Neben Kastanien und Schwarzerlen kommt eine endemische Olivenunterart, die „Bianca di Gorgona“ vor.
Wie auch die anderen Inseln des Archipels ist Gorgona ein Rastgebiet vieler Zugvögel.
Auf Gorgona befinden sich die nördlichsten Brutplätze der nur im Mittelmeerraum beheimateten Korallenmöwe (Ichthyaetus audouinii).